# Stefan Jansson (fotbollsspelare)
Stefan Jansson, född den 20 maj 1970, är en svensk före detta fotbollsspelare som numera är tränare. Som spelare var han aktiv i Djurgårdens IF, IFK Hässleholm, Köpings IS, Forsby FF, Nacka FF, Västerås SK och Pogoń Szczecin.
Jansson har under sin tränarkarriär anfört bland annat Värtans IK, Nacka FF, Djurgårdens fotbollsgymnasium, Boo FF och IFK Hässleholm. Har också arbetat med scoutning och rekrytering, främst till Djurgårdens ungdomsfotboll.
År 2016 gick Stefan till Lunds BK som huvudtränare  och året efter flyttades laget upp  till Division 1.  
Han är nu klubbchef för Lunds BK